# Salix argentinensis
Salix argentinensis är en videväxtart som beskrevs av Ragonese och Alberti. Salix argentinensis ingår i släktet viden, och familjen videväxter. Inga underarter finns listade i Catalogue of Life.